# Raïon de Novooukraïnka
Le raïon de Novooukraïnka (en ukrainien : Новоукраїнський район) est un raïon (district) dans l'oblast de Kirovohrad en Ukraine.
Avec la réforme administrative de 2020, le nouveau raïon a absorbé les raïons de : Novooukraïnka, Mala Vyska, Dobrovelytchkivka et de Novomyrhorod.

## Lieux d'intérêt

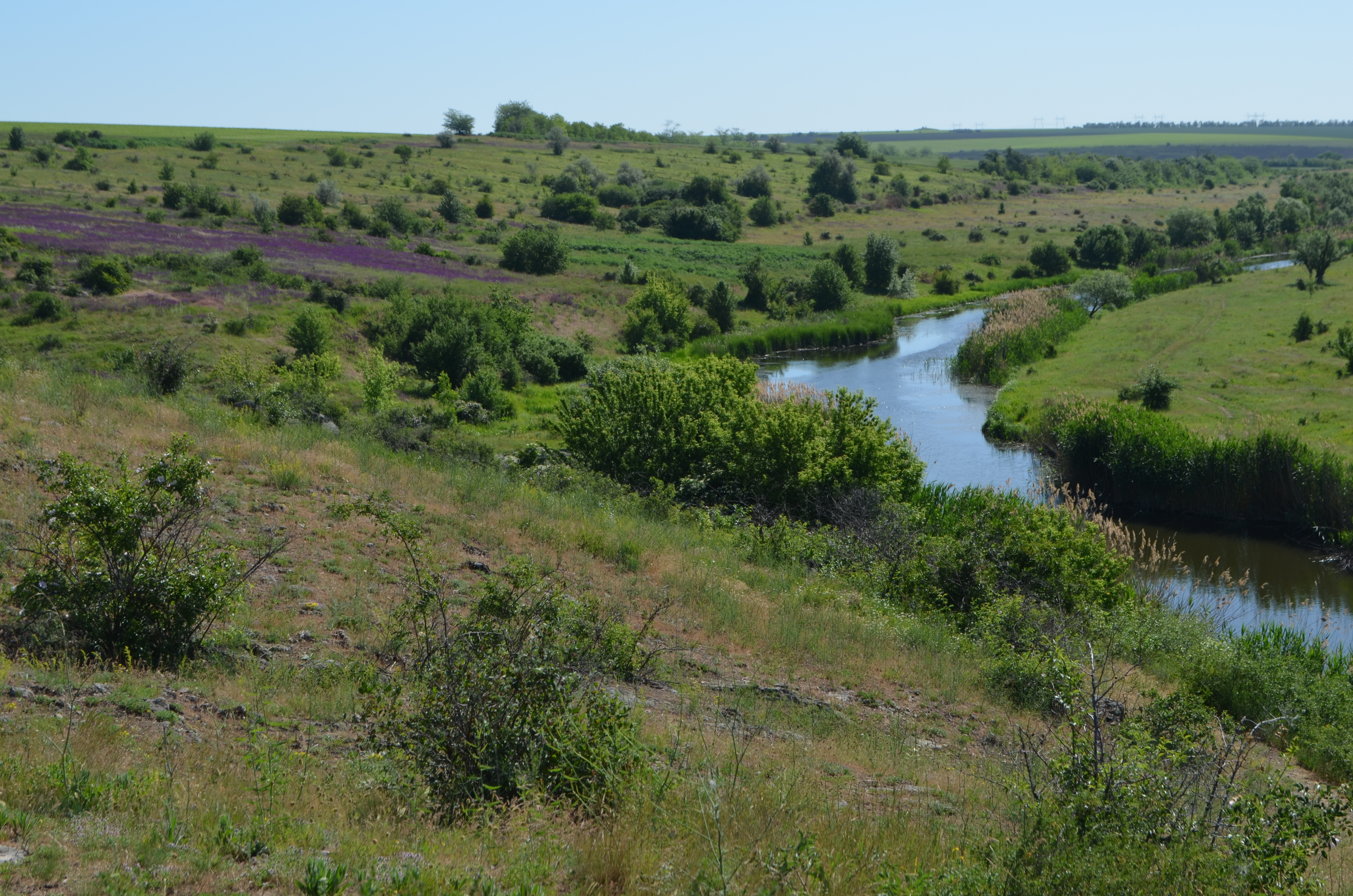
La réserve de Tchernovi Skel, classée[1],
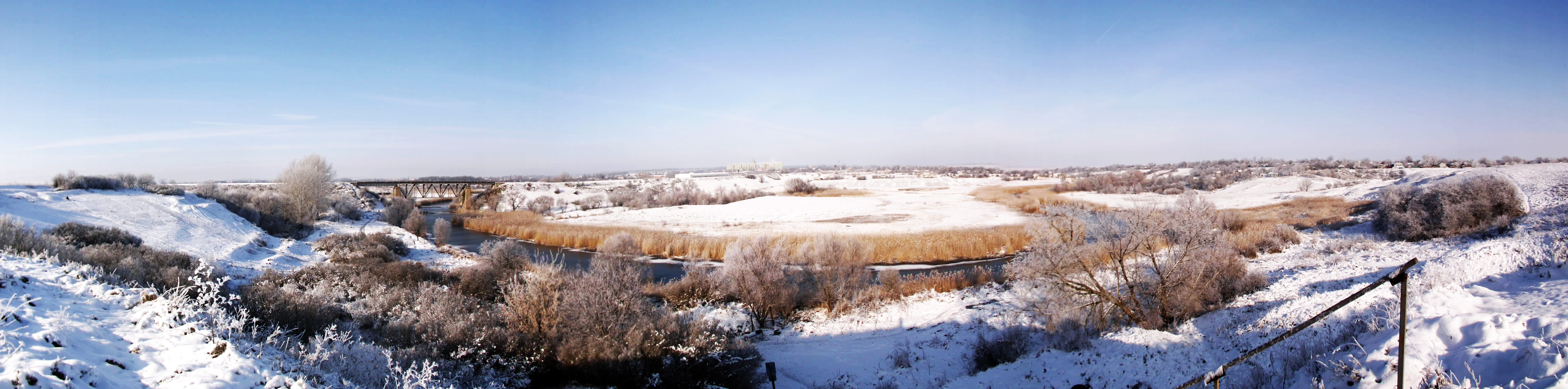
réserve du mont Panski, classée[2],
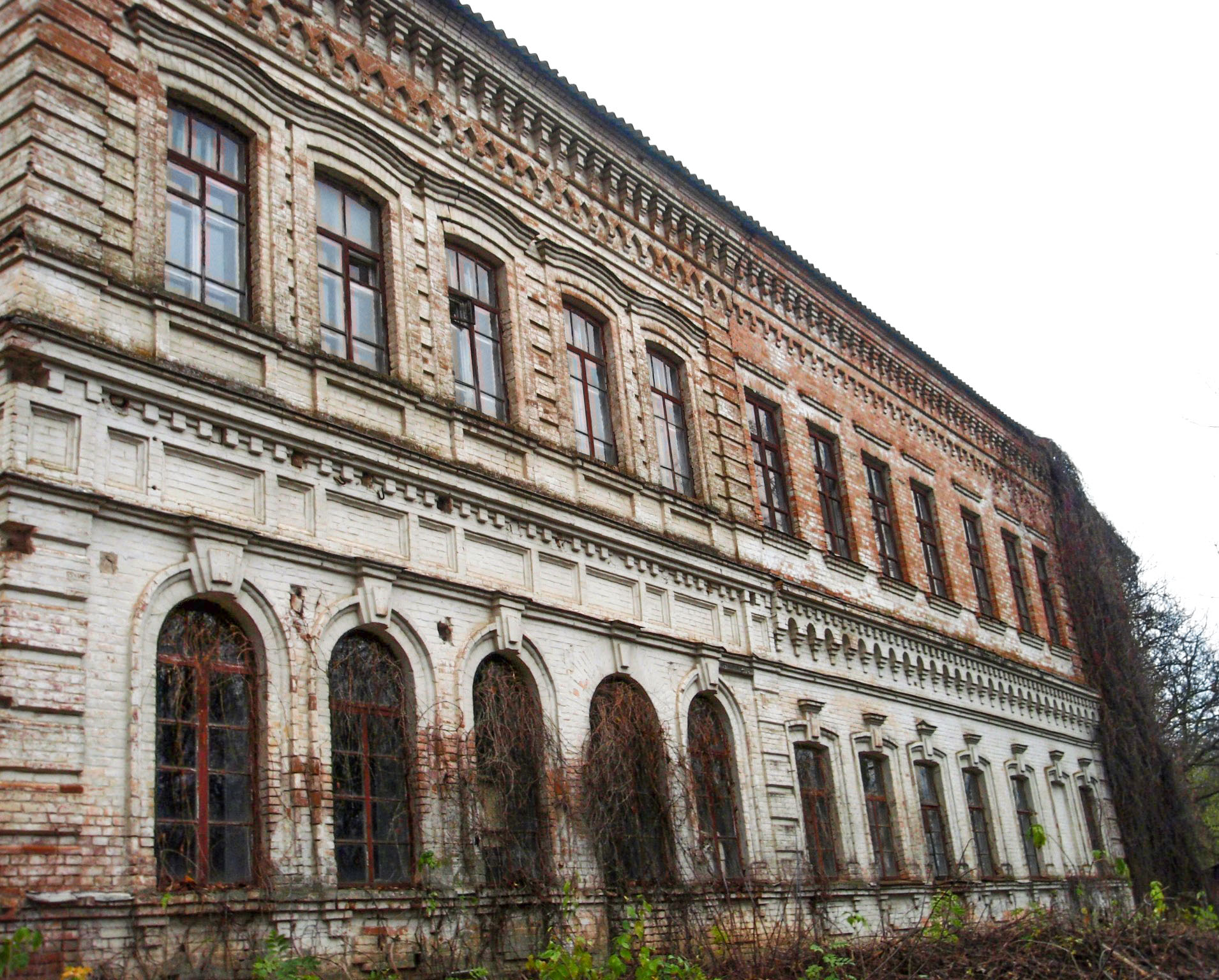
le manoir de Mala Timochivka, classé[3],
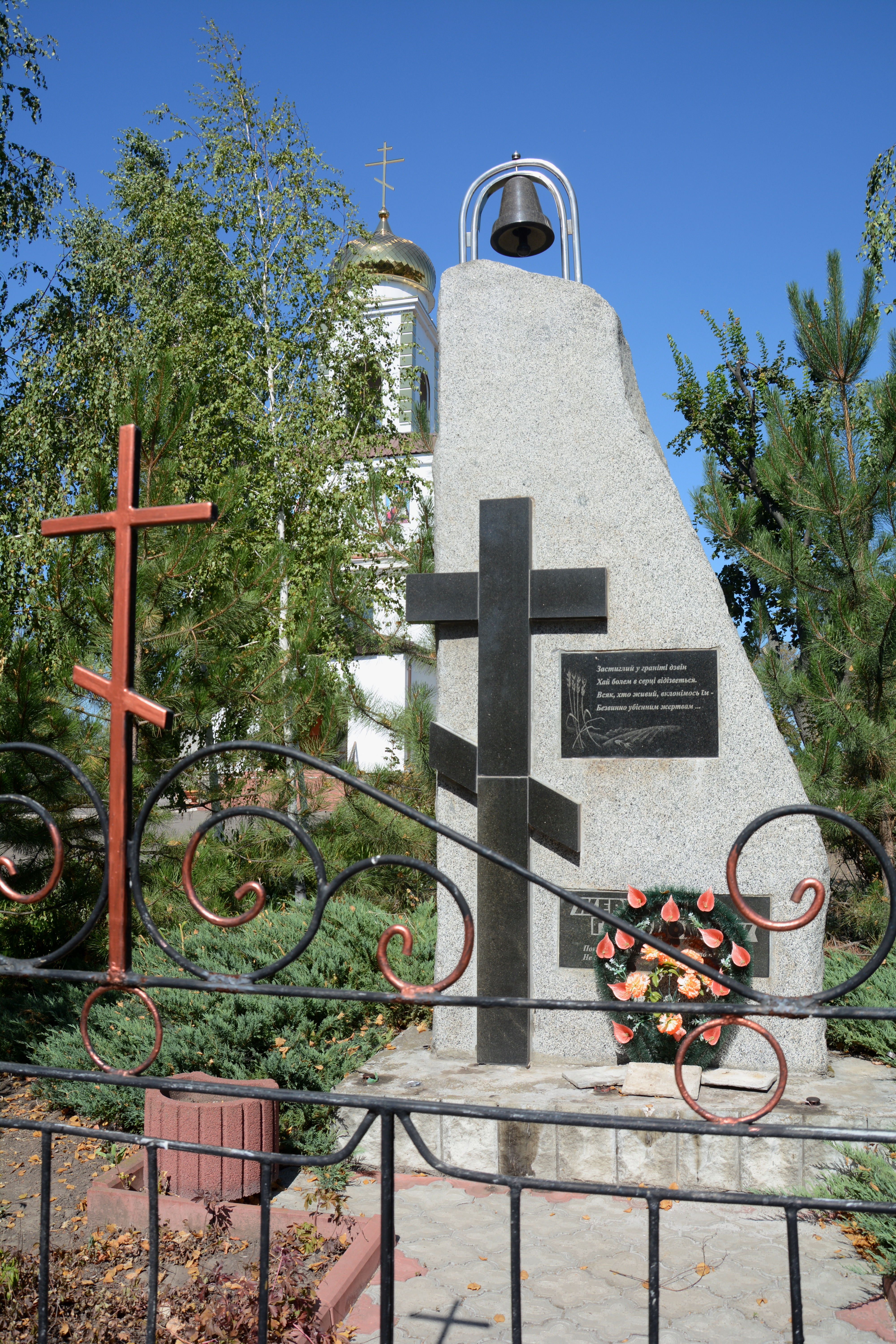
mémorial aux victimes de l'Holodomor, classé[4],
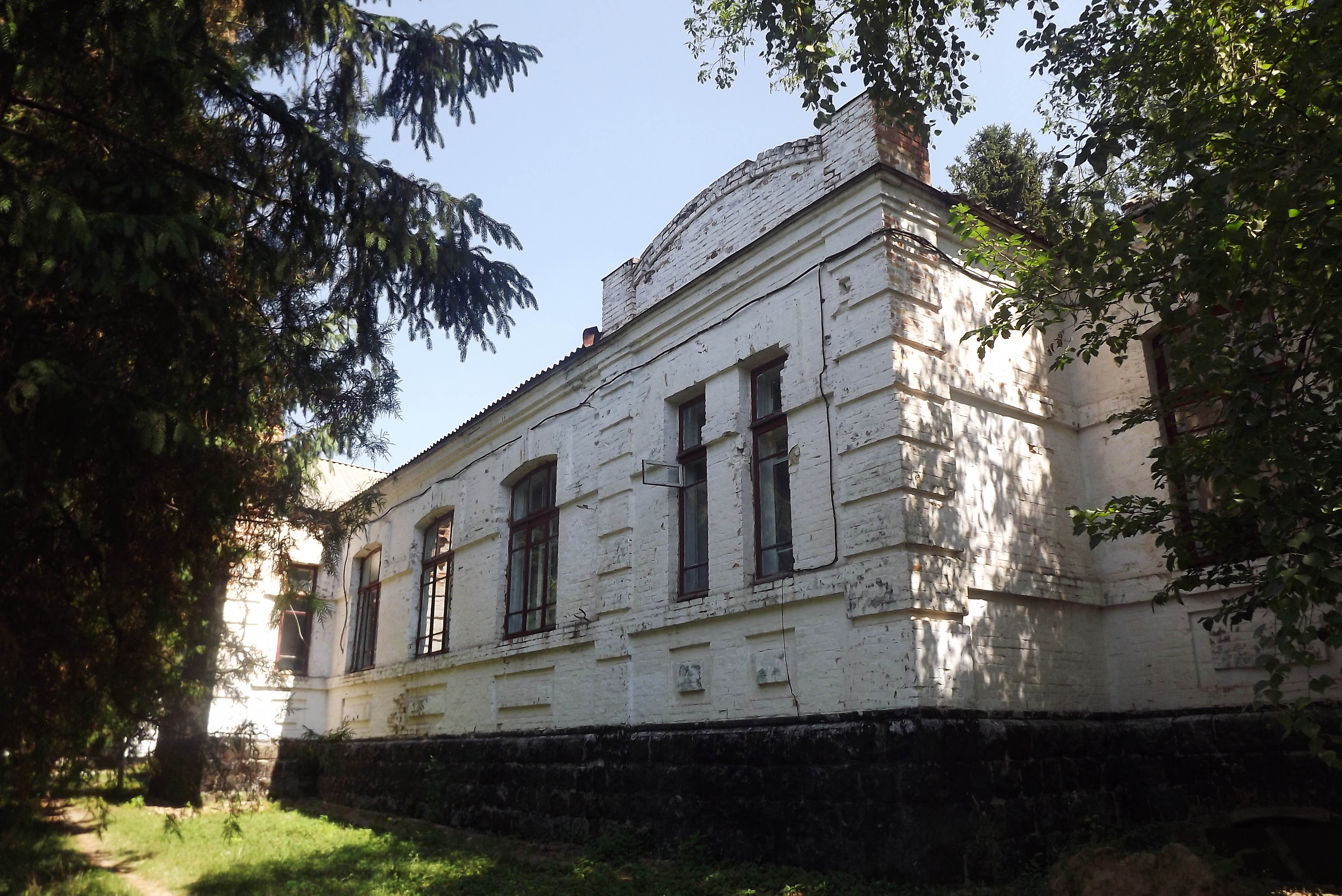
hôpital de Kapitanivka, classée[5],
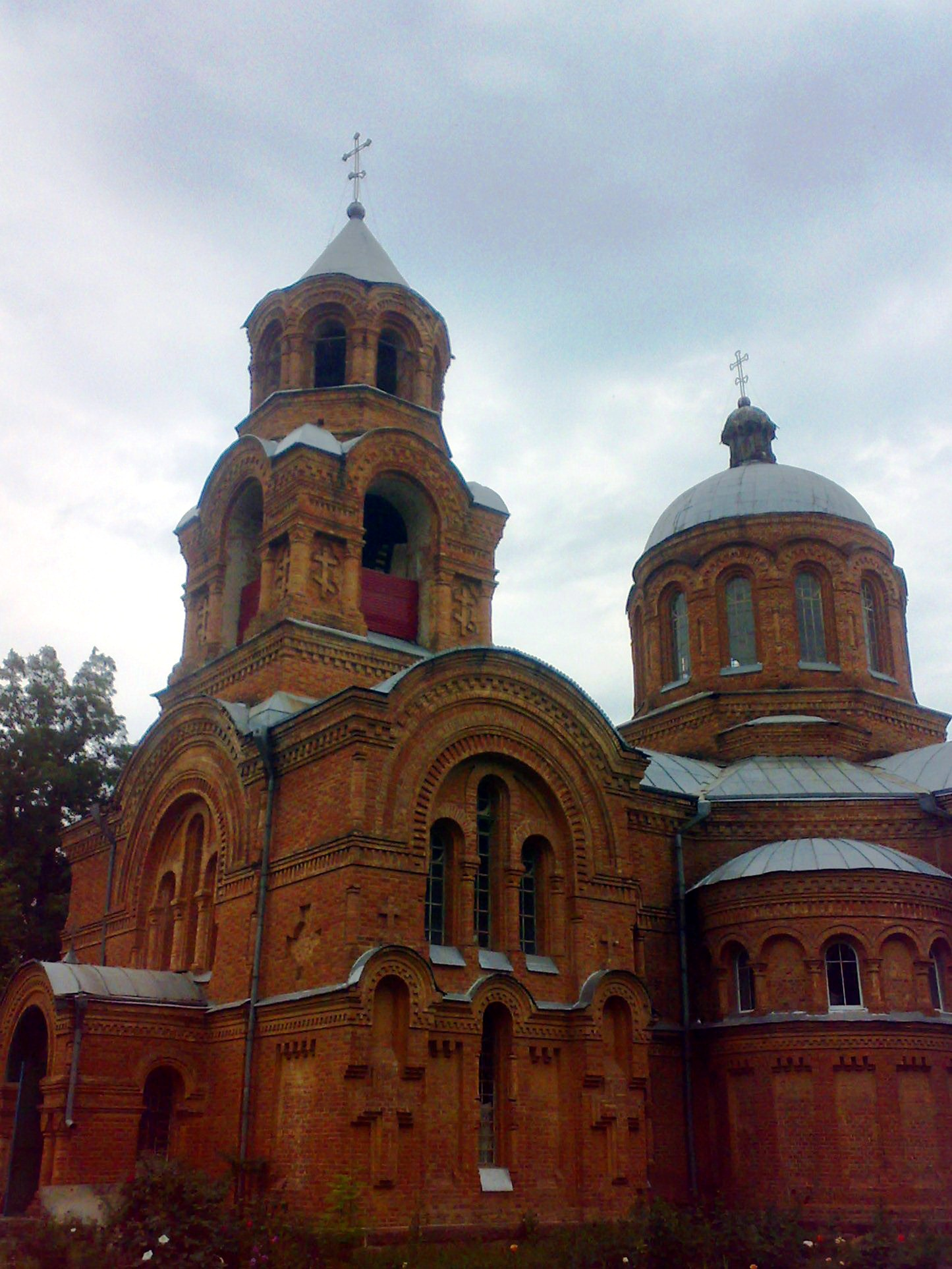
église de la DOrmition, classée[6],
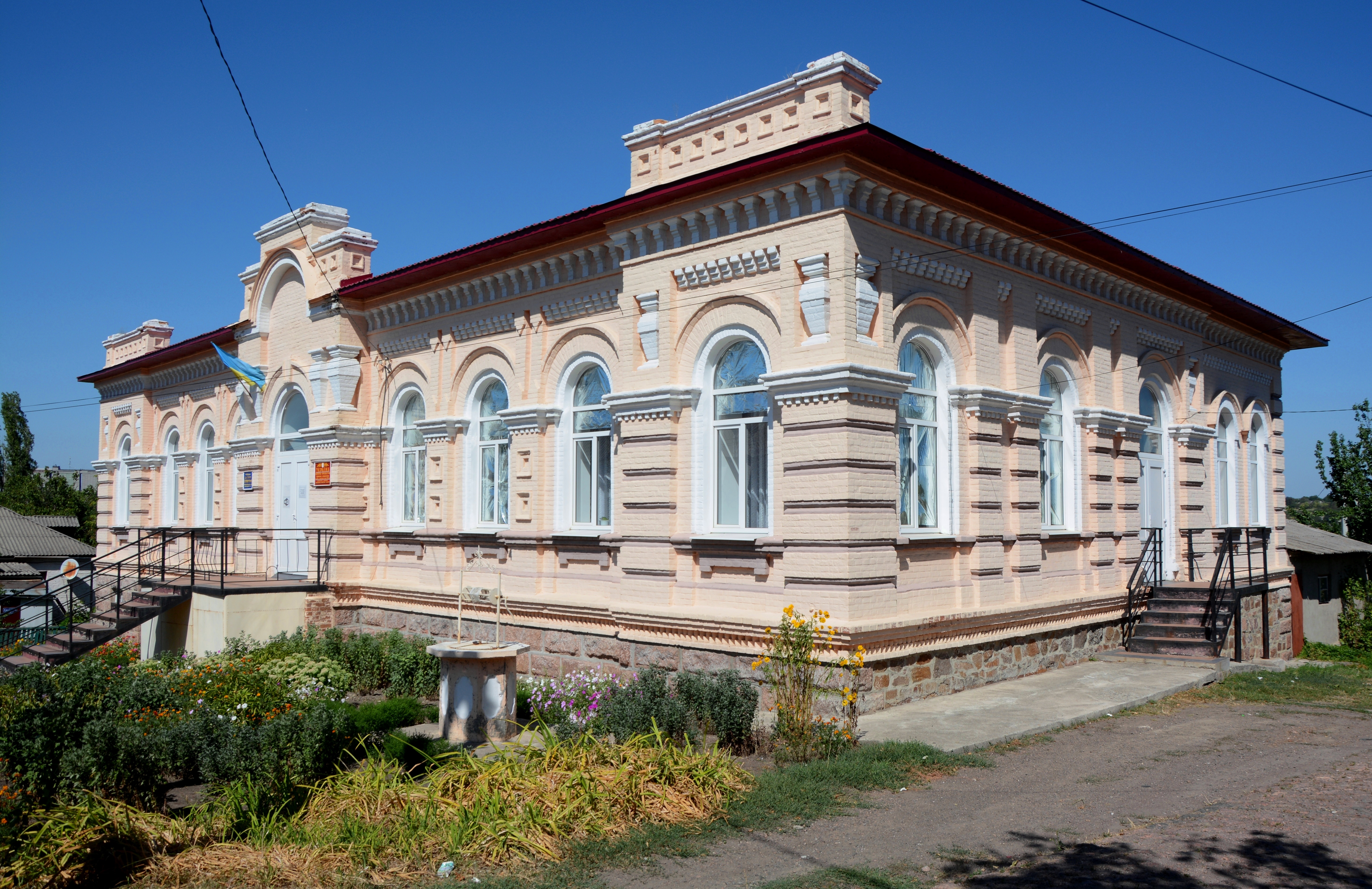
bâtiment du conseil de district, classé[7].